# Werelderfgoed in Mauritanië
Tot het UNESCO werelderfgoed in Mauritanië behoren twee werelderfgoederen. De eerste werd in 1989 ingeschreven.

## Werelderfgoederen

### Actuele Werelderfgoederen
Deze lijst toont de werelderfgoederen in Mauritanië in chronologische volgorde (C – Cultuurerfgoed; N – Natuurerfgoed).
| Naam                                                   | Jaar | Soort | Beschrijving | Afbeelding |
| ------------------------------------------------------ | ---- | ----- | ------------ | ---------- |
| Nationaal park Banc d'Arguin                           | 1989 | N     |              |            |
| Oude ksour van Ouadane, Chinguetti, Tichitt en Oualata | 1996 | C     |              |            |

### Als Werelderfgoed genomineerde objecten
Op de voorlopige lijst van de UNESCO worden objecten ingeschreven die naar het inzicht van de betreffende regering potentieel voor de erkenning als werelderfgoed in aanmerking komen. Dit zegt niets over een eventuele daadwerkelijke succesvolle inschrijving op de lijst. Tegenwoordig (2020) zijn op de voorlopige lijst drie objecten uit Mauritanië ingeschreven.
| Naam                                   | Jaar | Soort | Beschrijving | Afbeelding |
| -------------------------------------- | ---- | ----- | ------------ | ---------- |
| Cultuurlandschap Azougui               | 2001 | C     |              |            |
| Archeologische vindplaats Koumbi Saleh | 2001 | C     |              |            |
| Archeologische vindplaats Audoghast    | 2001 | C     |              |            |